# Daniel Dee Burnes

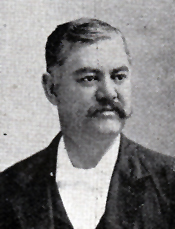
Daniel Dee Burnes (1893)

Daniel Dee Burnes (* 4. Januar 1851 in Ringgold, Platte County, Missouri; † 2. November 1899 in Saint Joseph, Missouri) war ein US-amerikanischer Politiker. Zwischen 1893 und 1895 vertrat er den Bundesstaat Missouri im US-Repräsentantenhaus.

## Werdegang
Daniel Burnes besuchte die Schulen in Weston sowie bis 1873 die Saint Louis University. Daran schloss sich bis 1874 ein Jurastudium an der Harvard University an. Anschließend studierte er einige Zeit an der Universität Heidelberg in Deutschland. Nach seiner Rückkehr nach Missouri ließ er sich in Saint Joseph nieder, wo er als Rechtsanwalt arbeitete. Gleichzeitig begann er als Mitglied der Demokratischen Partei eine politische Laufbahn.
Bei den Kongresswahlen des Jahres 1892 wurde Burnes im vierten Wahlbezirk von Missouri in das US-Repräsentantenhaus in Washington, D.C. gewählt, wo er am 4. März 1893 die Nachfolge von Robert Patterson Clark Wilson antrat. Da er im Jahr 1894 auf eine erneute Kandidatur verzichtete, konnte er bis zum 3. März 1895 nur eine Legislaturperiode im Kongress absolvieren. Nach seinem Ausscheiden aus dem US-Repräsentantenhaus praktizierte Burnes wieder als Anwalt. Er starb am 2. November 1899 auf seinem Anwesen „Ayr Lawn“ in Saint Joseph.